# Clara Galle
Clara Galle   (Pamplona, 15 d'abril de 2002) nom artístic de Clara Huete Sànchez, és ballarina, model de fotografia i actriu. Començà a ser més coneguda gràcies al personatge que representa a A través de mi ventana.

## Biografia
Clara Huete Sànchez, més coneguda com a Clara Galle va néixer a Pamplona, el 15 d'abril del 2002. És ballarina, model de fotografia i actriu. Actualment, ha començat a ser més coneguda gràcies al personatge que representa en A través de mi ventana, una novel·la escrita per Ariana Godoy. Des de petita ha mostrat interès per la interpretació, per això ha fet el batxillerat d'arts escèniques.

## Cine
L'abril del 2021 es va confirmar la seva participació en el rodatge de A través de mi ventana juntament amb en Julio Peña Fernández, la qual s'estrena en pocs mesos. El paper que interpreta és el de Raquel Mendoza, la protagonista de la novel·la. A través de mi ventana és una pel·lícula basada en una novel·la juvenil escrita per n'Ariana Godoy i dirigida per en Marçal Forés.

## Televisió
Un mes després, en maig, es confirma el seu fitxatge per formar part del repartiment principal de la segona temporada, on interpreta Eva a la sèrie espanyola "El Internado: Las cumbres".

## Videoclips
A finals de setembre van començar molts rumors sobre Clara Galle i Sebastián Yatra, la majoria de fans d'aquests dos estaven molt emocionats per saber si eren parella o no. Tot això va parar quan es va anunciar la nova cançó de Sebastian on hi protagonitza Clara Galle: "Tacones rojos", actualment ja té més de 15 milions de visualitzacions.